# Litevský skanzen
Litevský skanzen nebo Muzeum litevských lidových staveb, litevsky celým názvem Lietuvos liaudies buities muziejus nebo Rumšiškių liaudies buities muziejus, je skanzen ve městě Rumšiškės v seniorátu Rumšiškės (Rumšiškių seniūnija) v okrese Kaišiadorys (Kaišiadorių rajono savivaldybė) v Kaunaském kraji v Litvě. Je to největší skanzen v Litvě, který se nachází u Kaunaské přehrady (Kauno marios) na pravém břehu řeky Nemunas (Němen) v Regionálním parku Kauno marios (Kauno marių regioninis parkas).

## Historie a popis skanzenu
Pokusy o založení centrálního litevského skanzenu byly již od počátku 20. století, avšak založeno bylo až v roce 1966 na území vesnice Pieveliai v Rumšiškės. Pro návštěvníky byl skanzen otevřen až v roce 1974. Muzeum je etnograficky a historicky rozdělené do následujících sektorů:
- Aukštaitija - historický region Aukštaitija
- Žemaitija - historický region Žmuď
- Suvalkija - historický region Suvalkija
- Dzūkija - historický region Dzūkija
- Mažoji Lietuva - historický region Malá Litva
- Miestelis - historické městečko
- Tautos tremties ir rezistencijos sektorius (Sektor národního exilu a odporu)

## Další informace
V areálu se nachází také restaurace, obchody, přístav a rozhledna Rumšiškės. Vstupné do skanzenu je zpoplatněno.

## Galerie

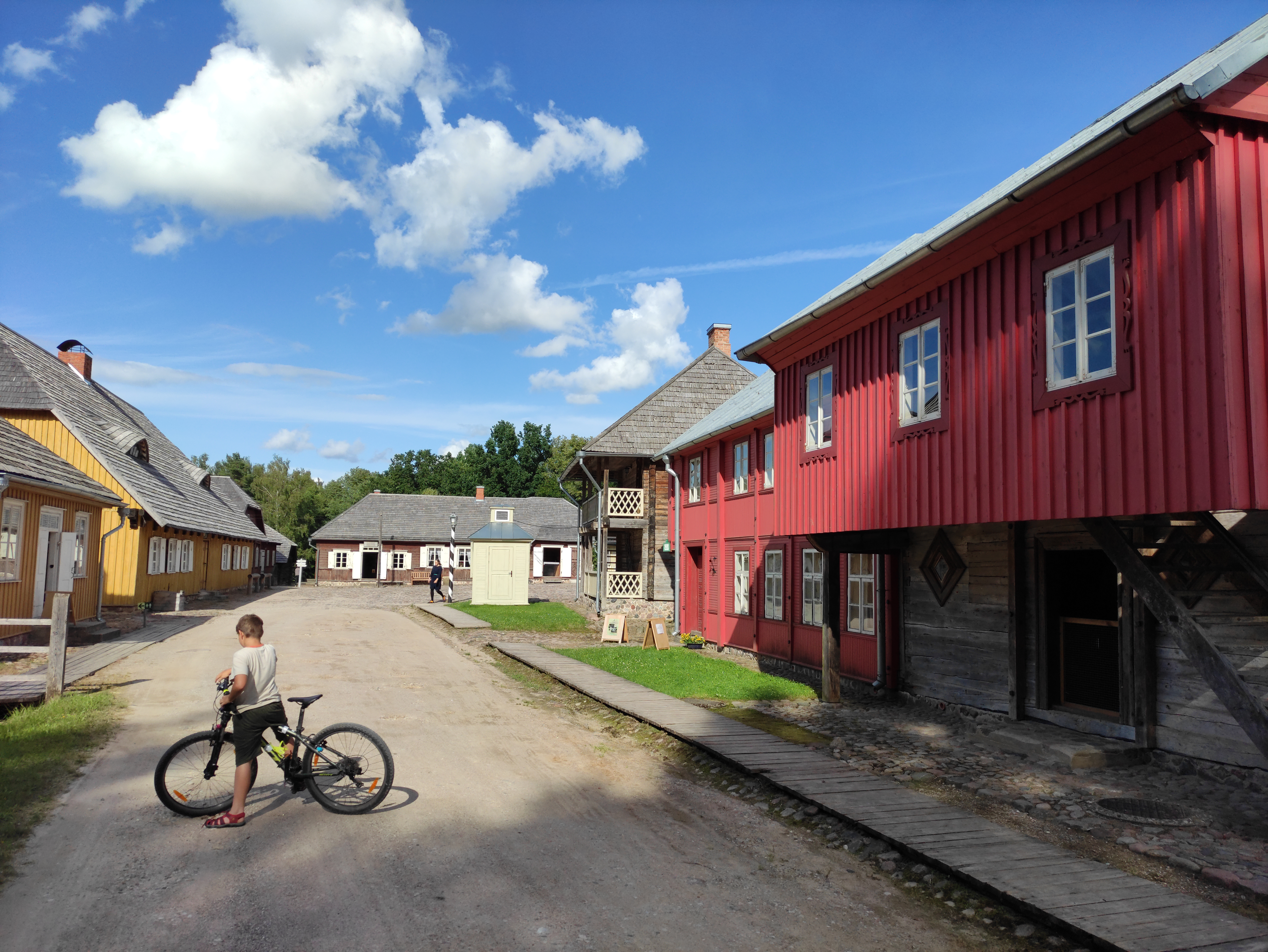
Cyklista ve Skanzenu (Miestelis)
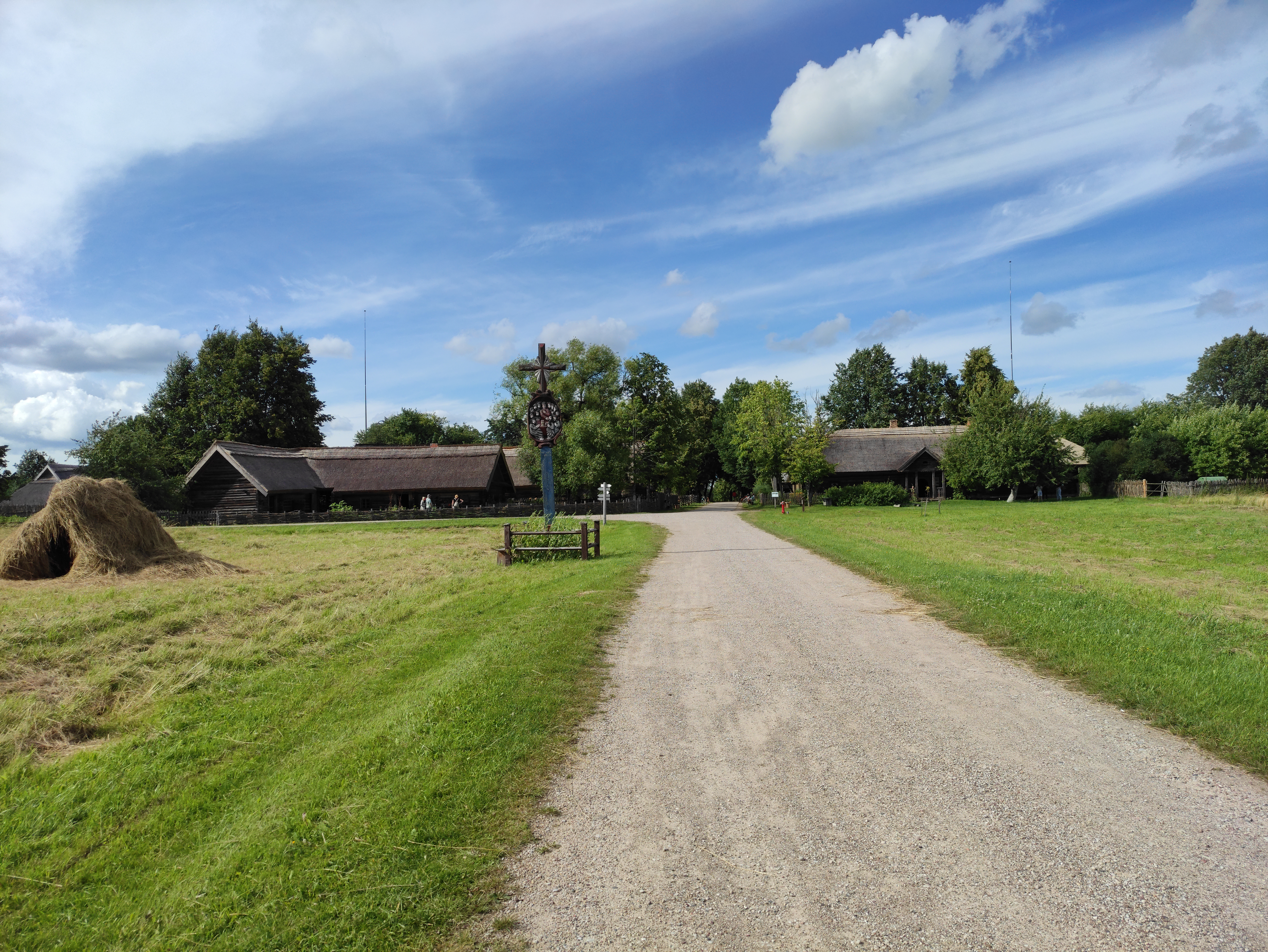
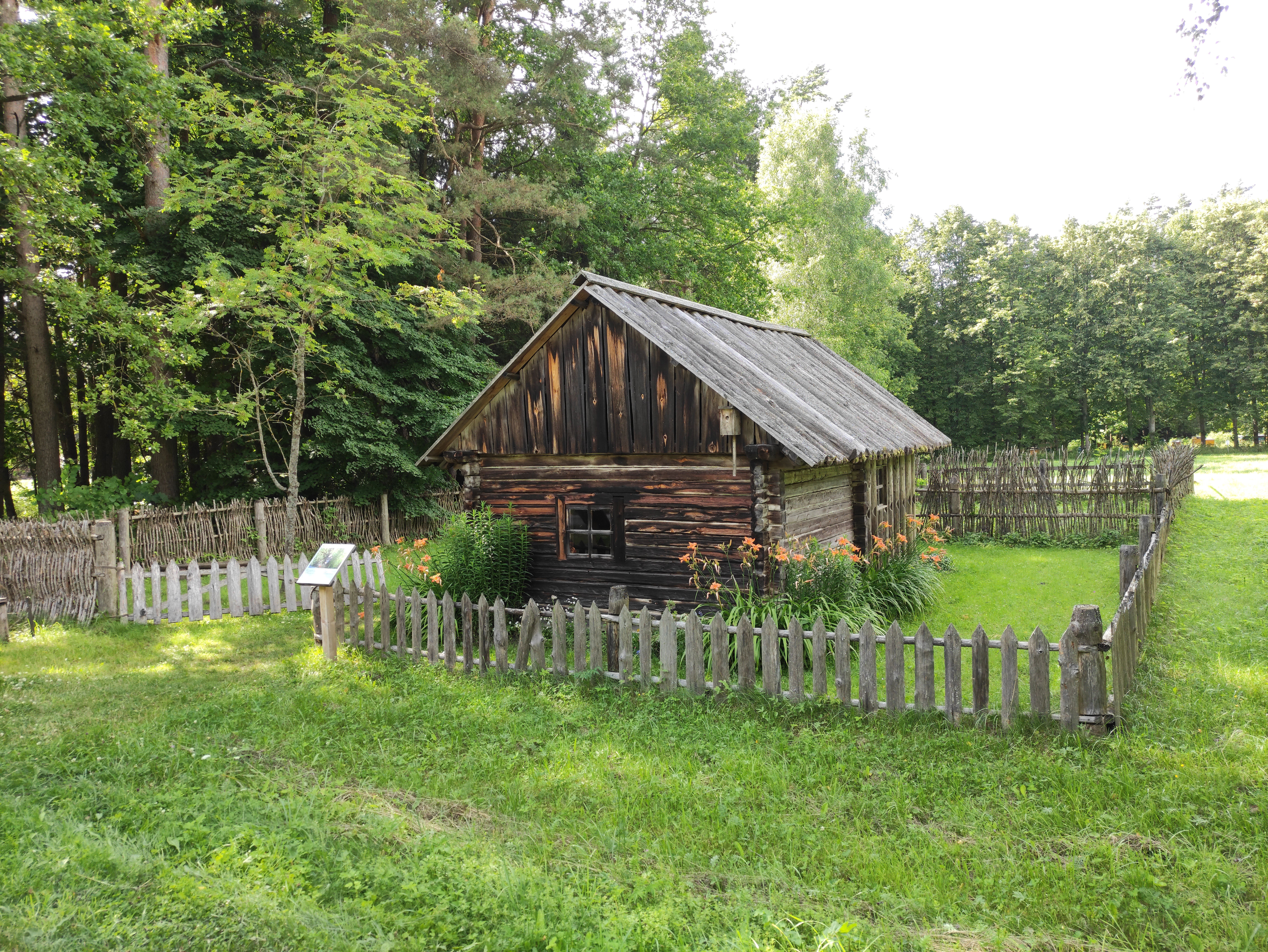
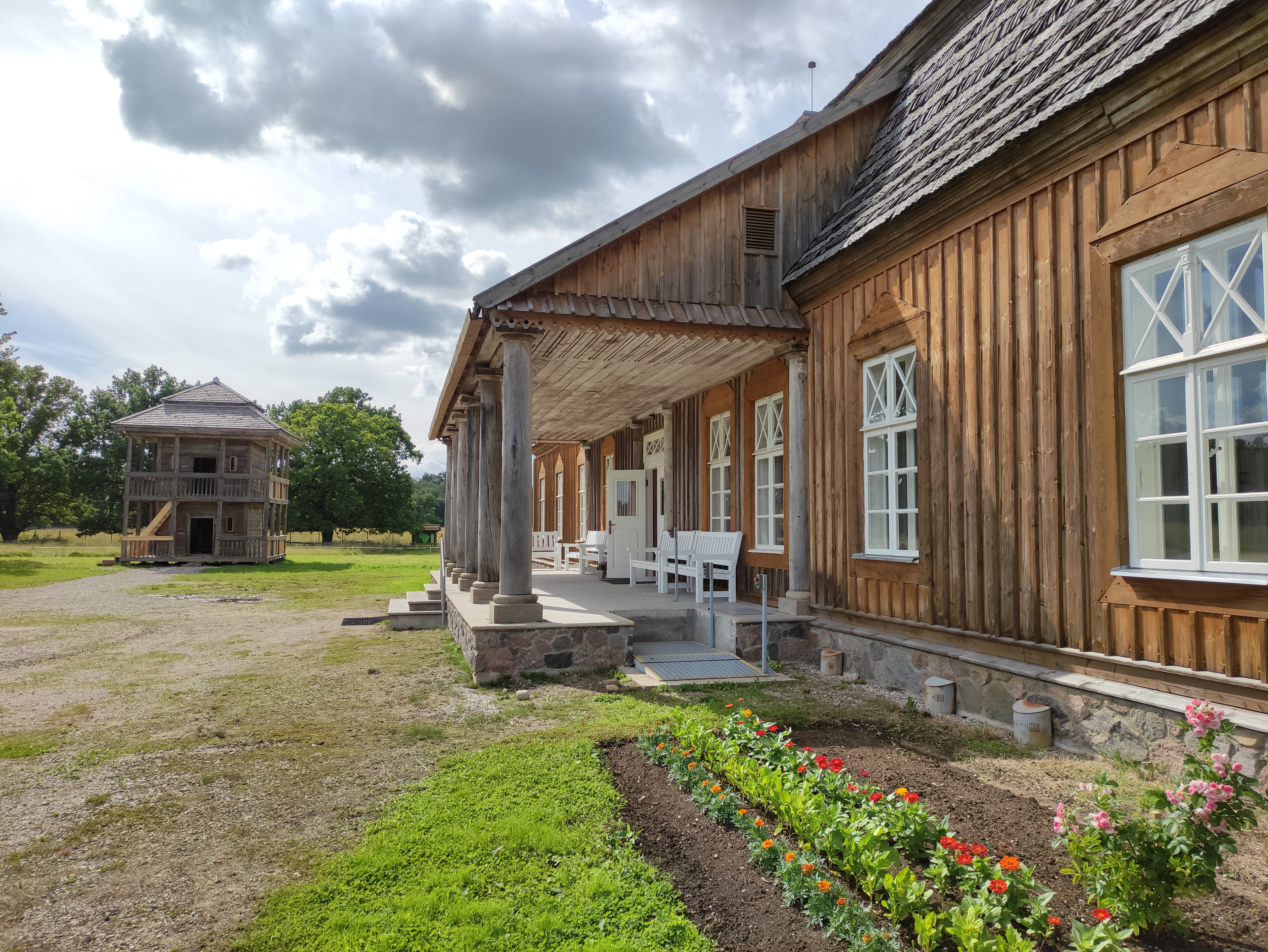
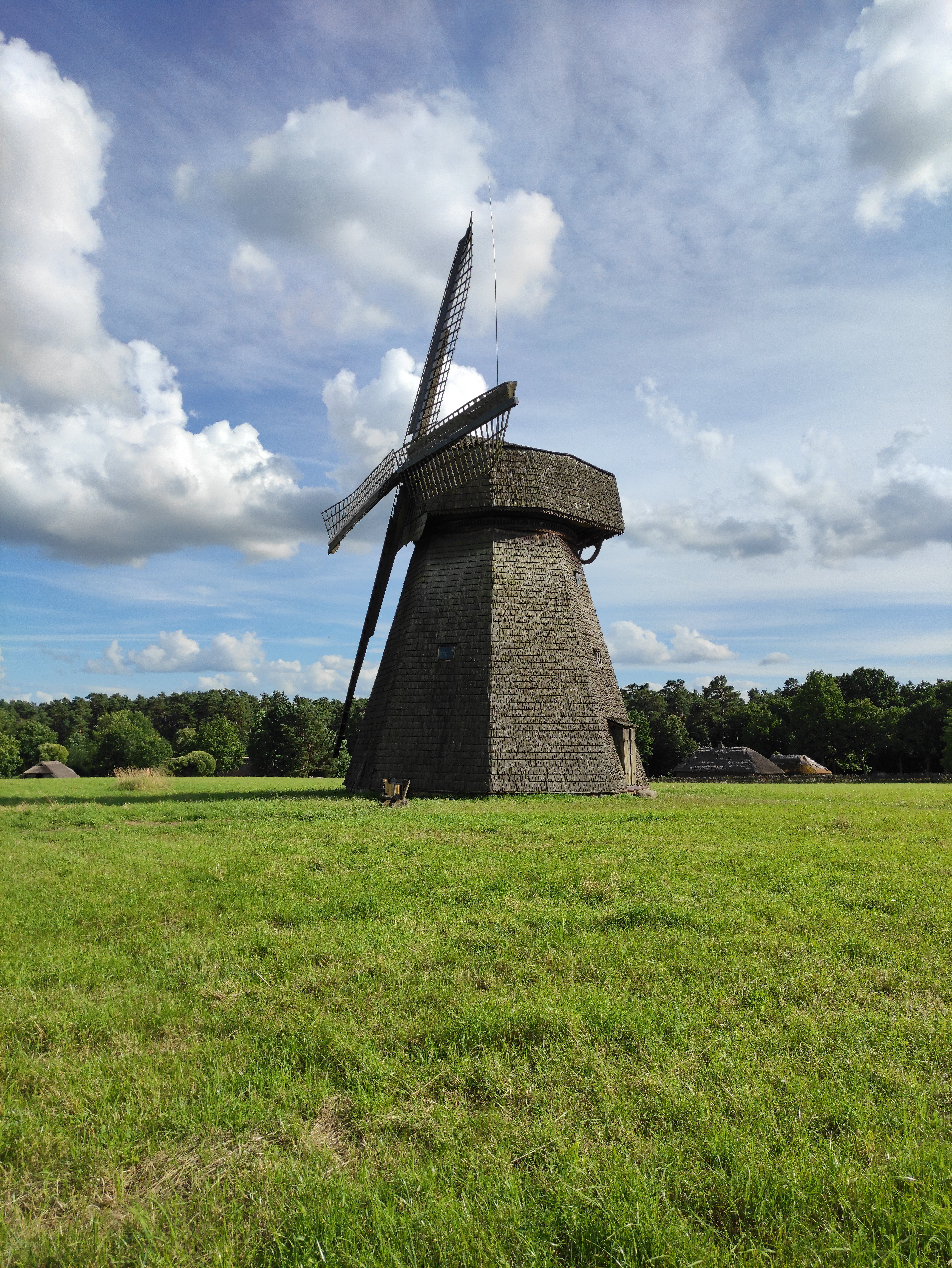
Větný mlýn holadského typu
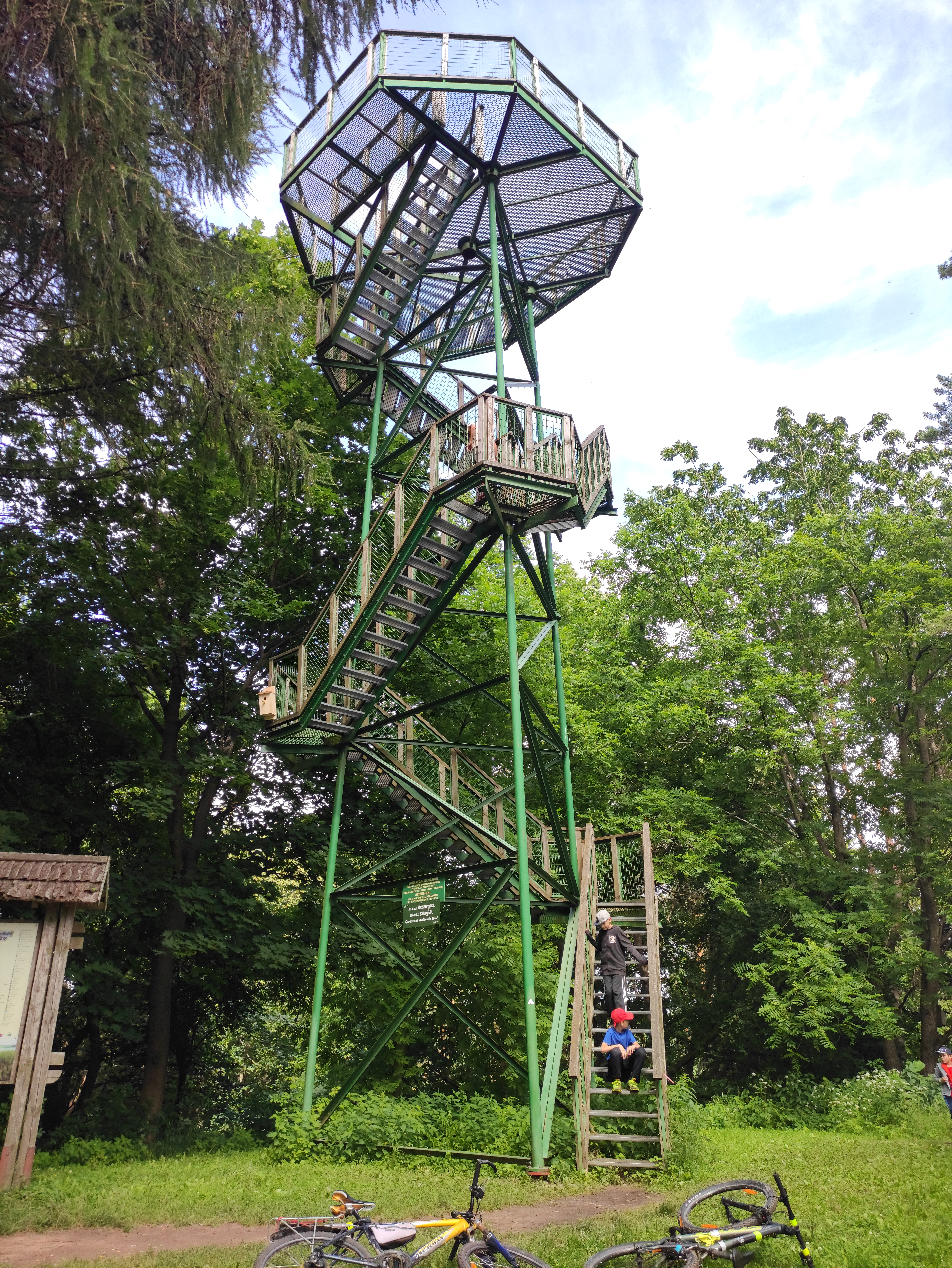
Rozhledna Rumšiškės
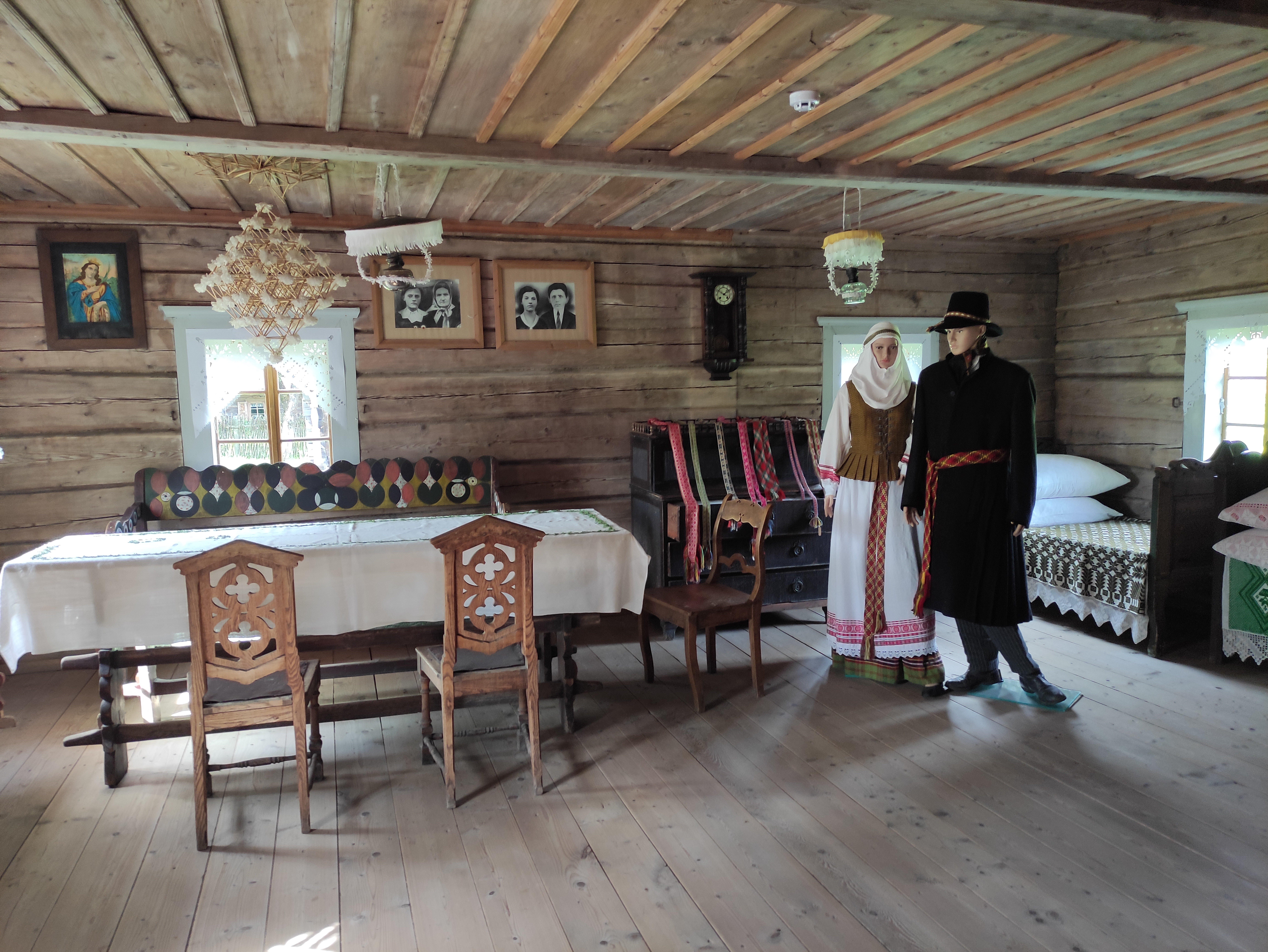
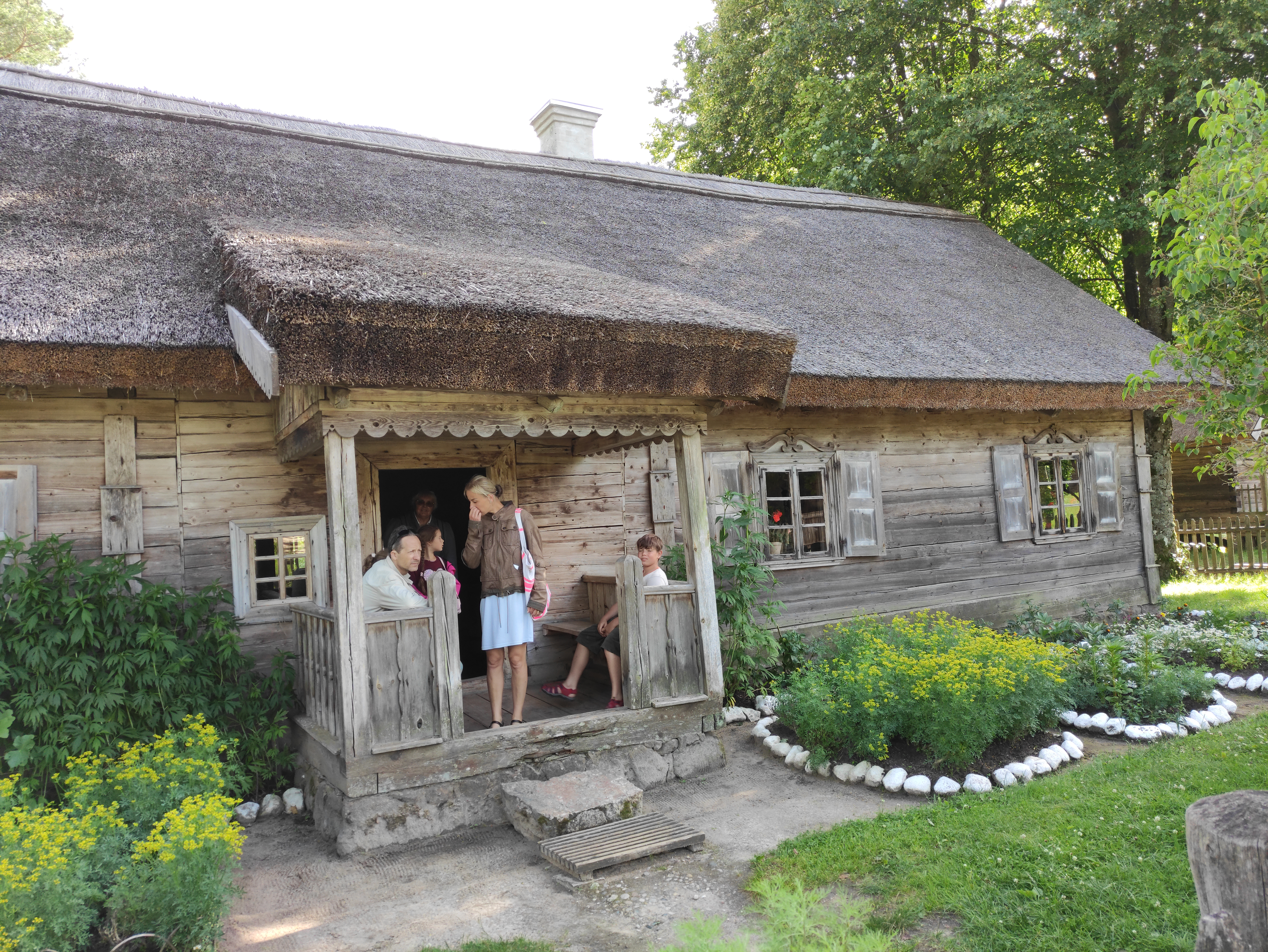
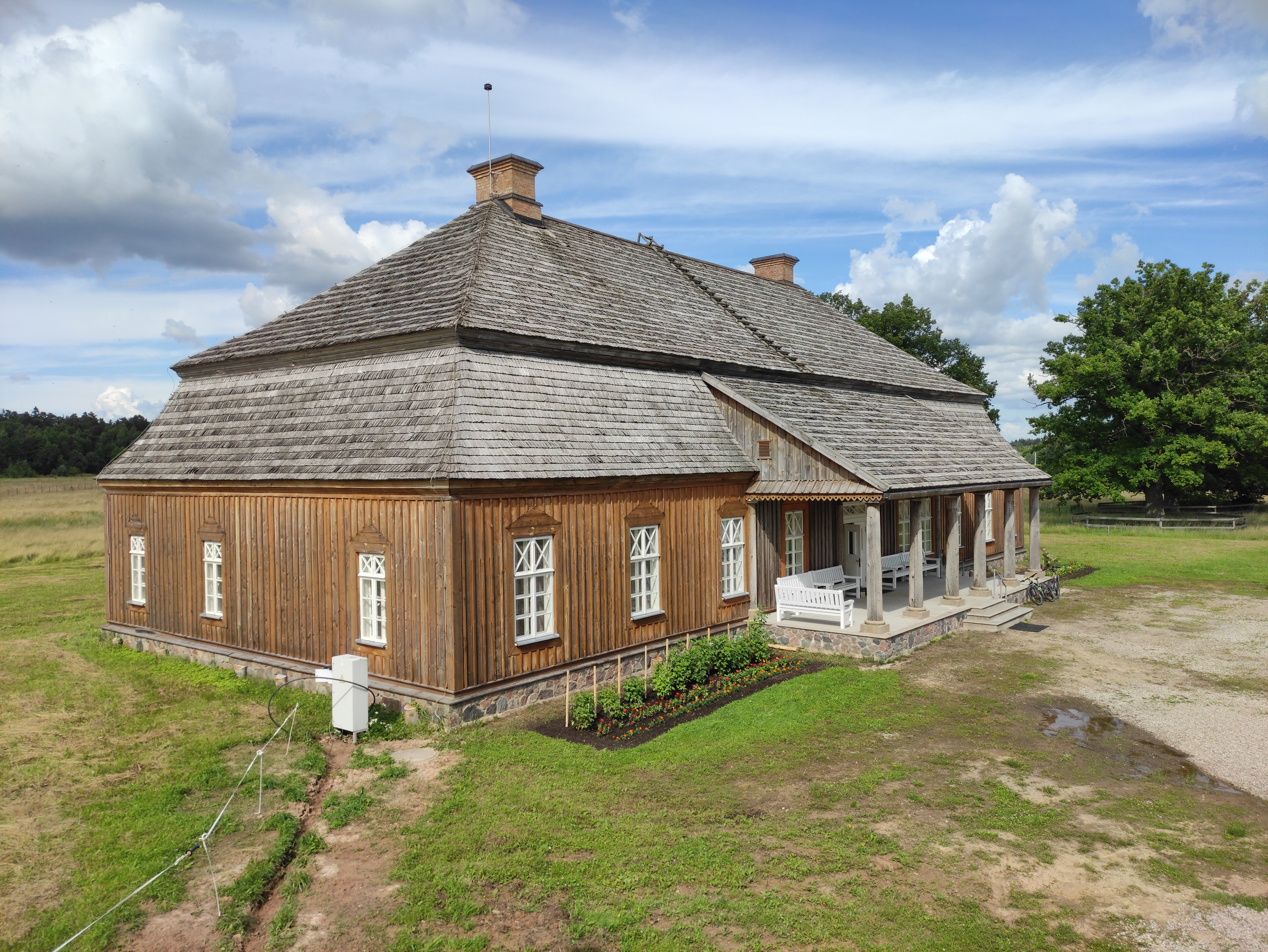
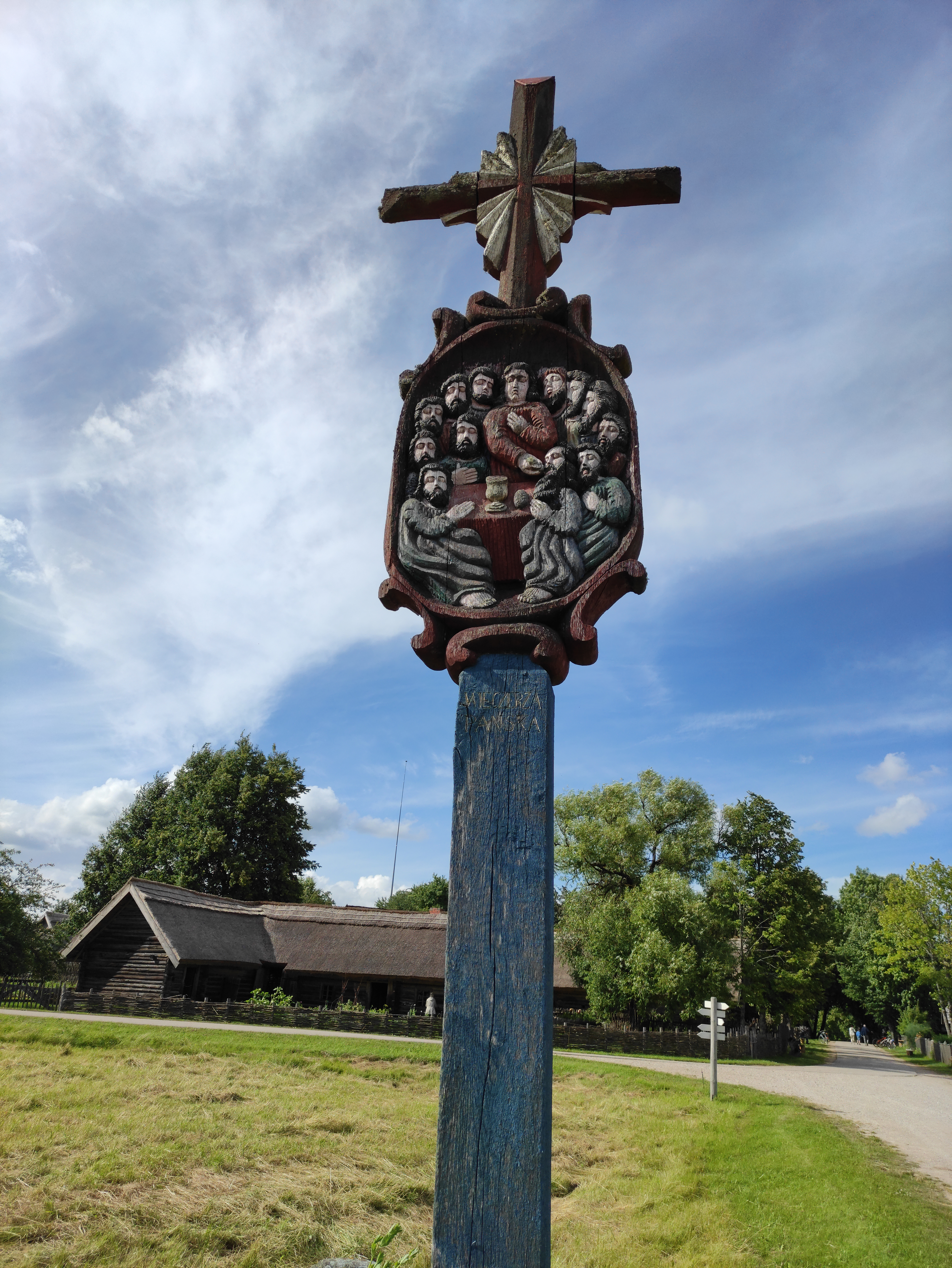
Boží muka
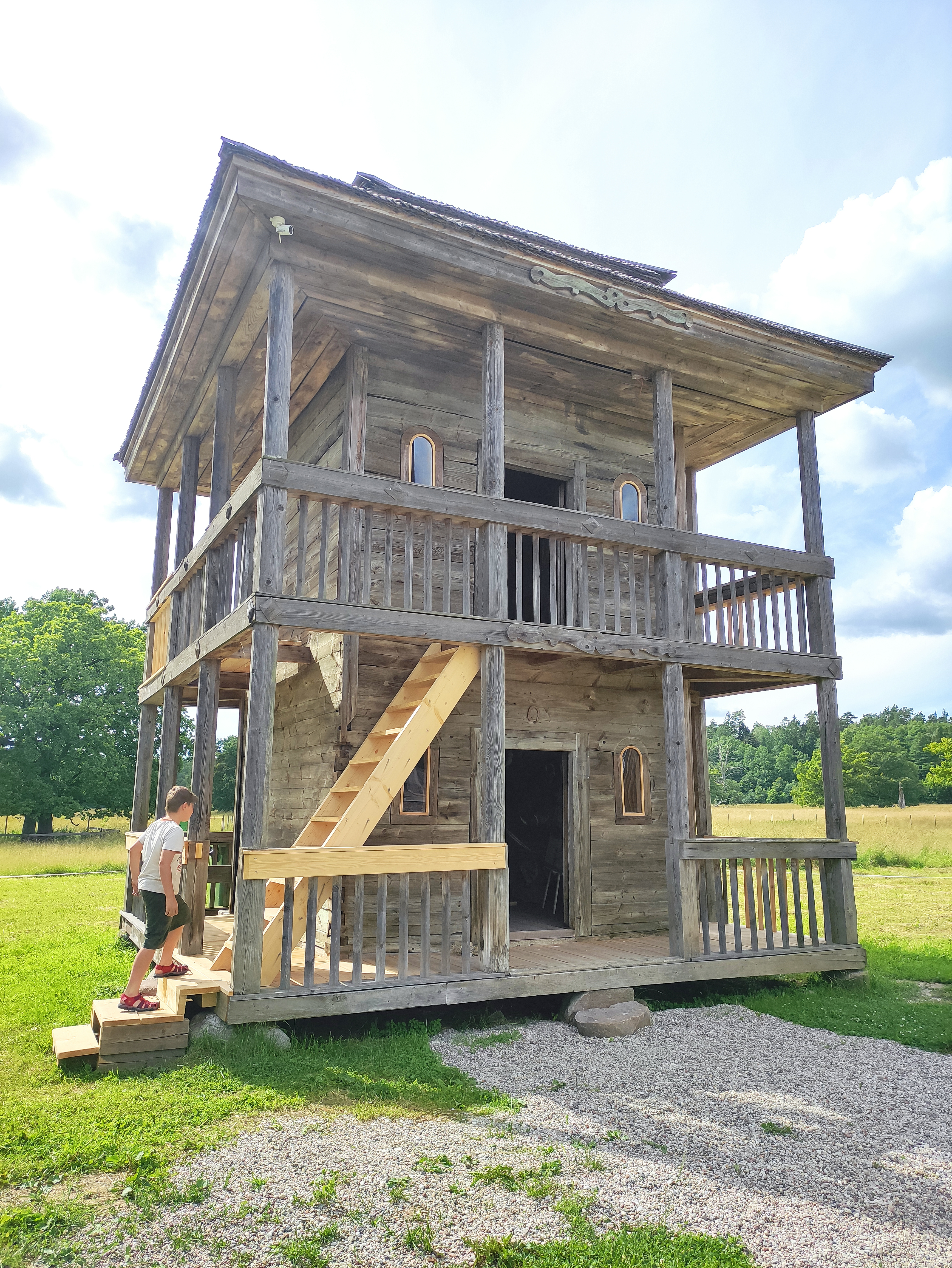
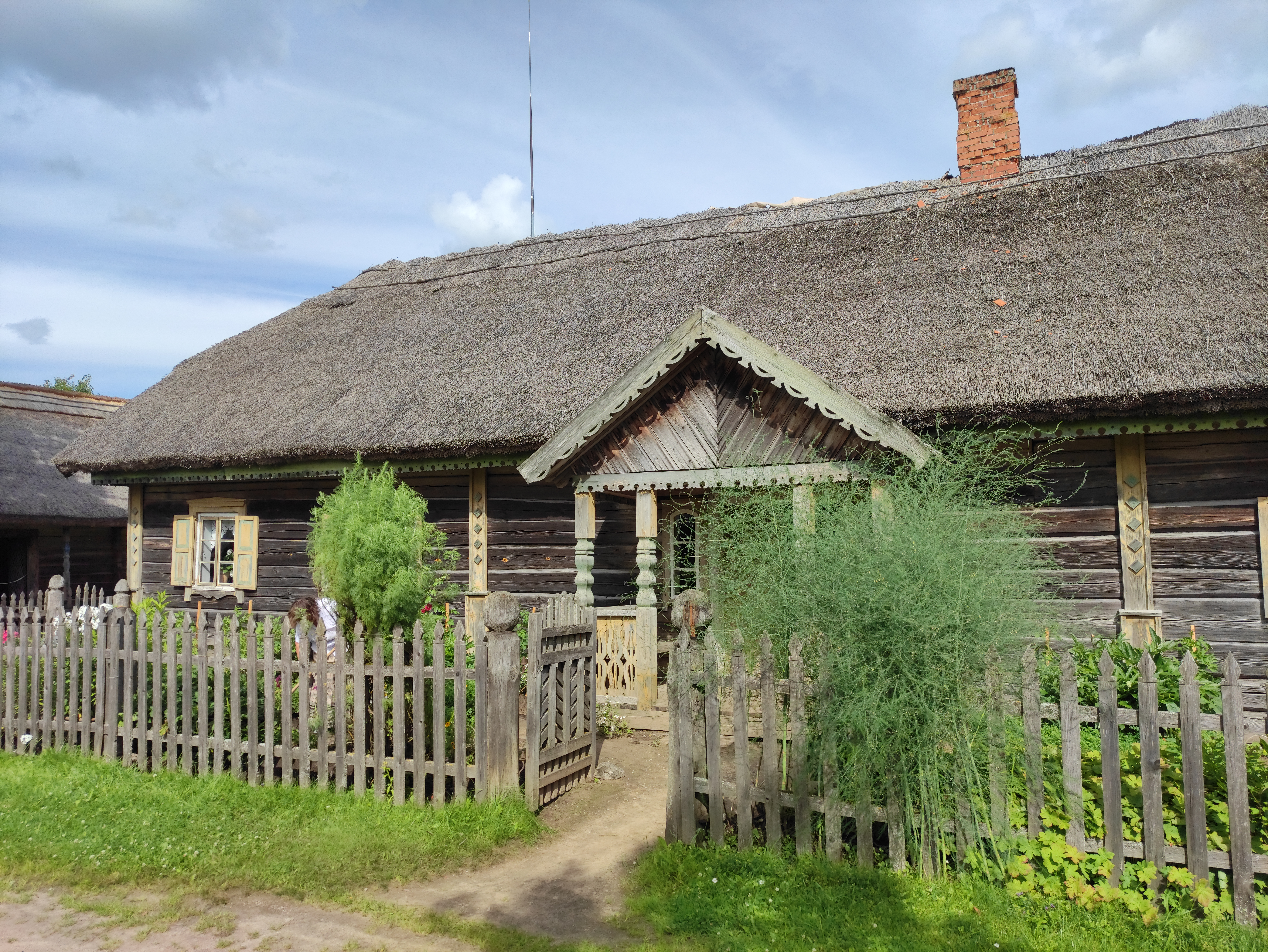
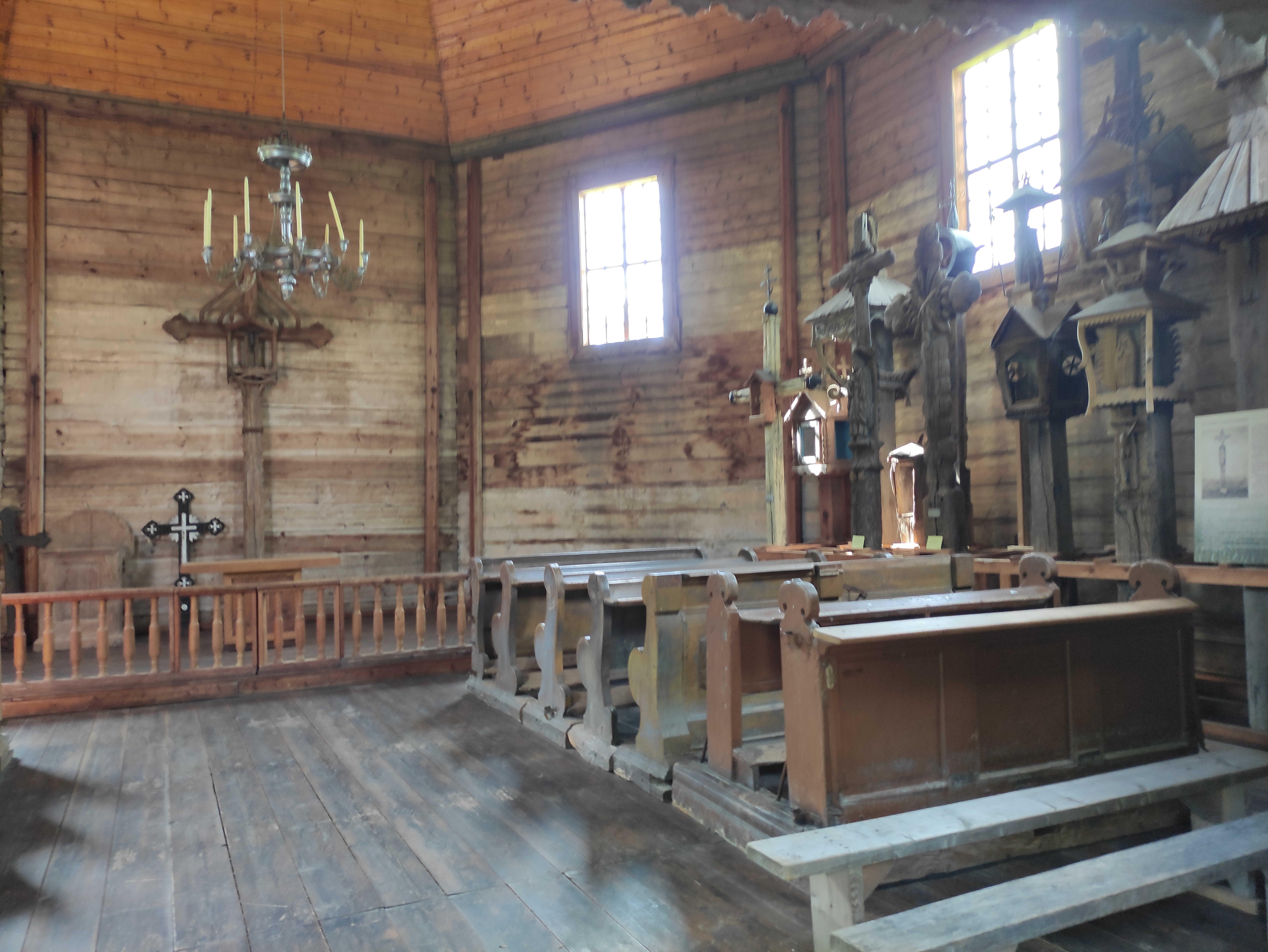
Interiér kostela
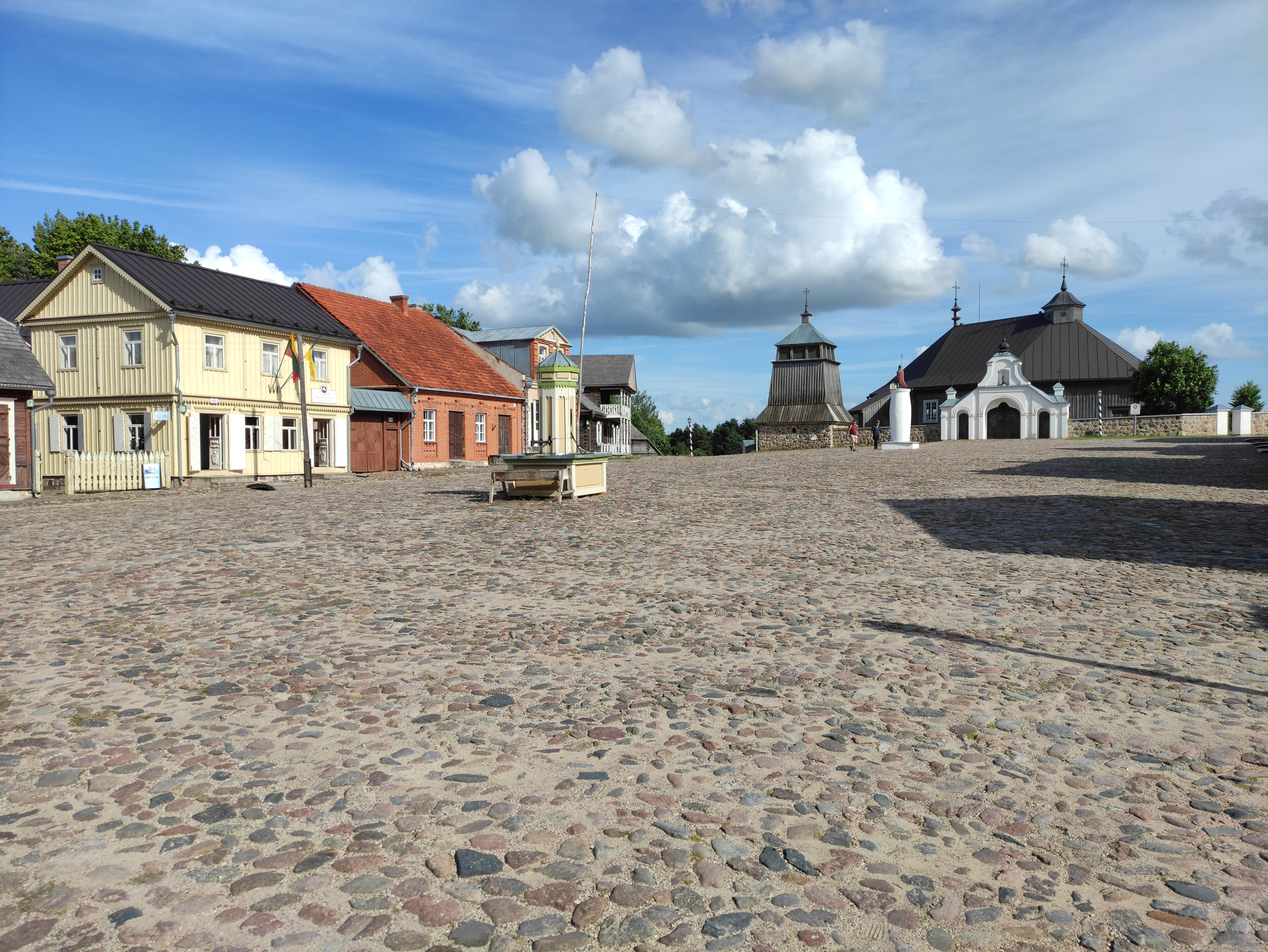
Miestelis
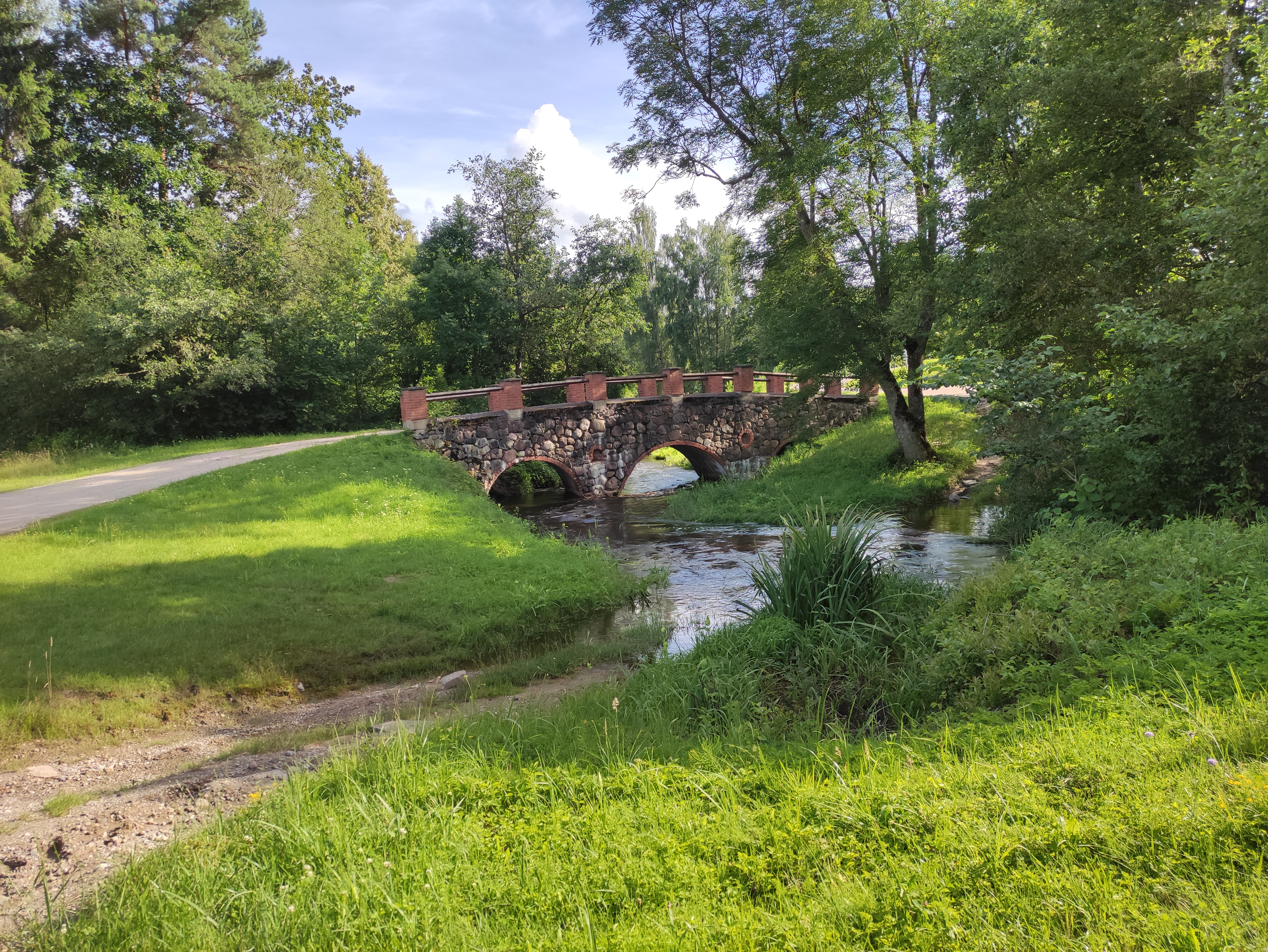
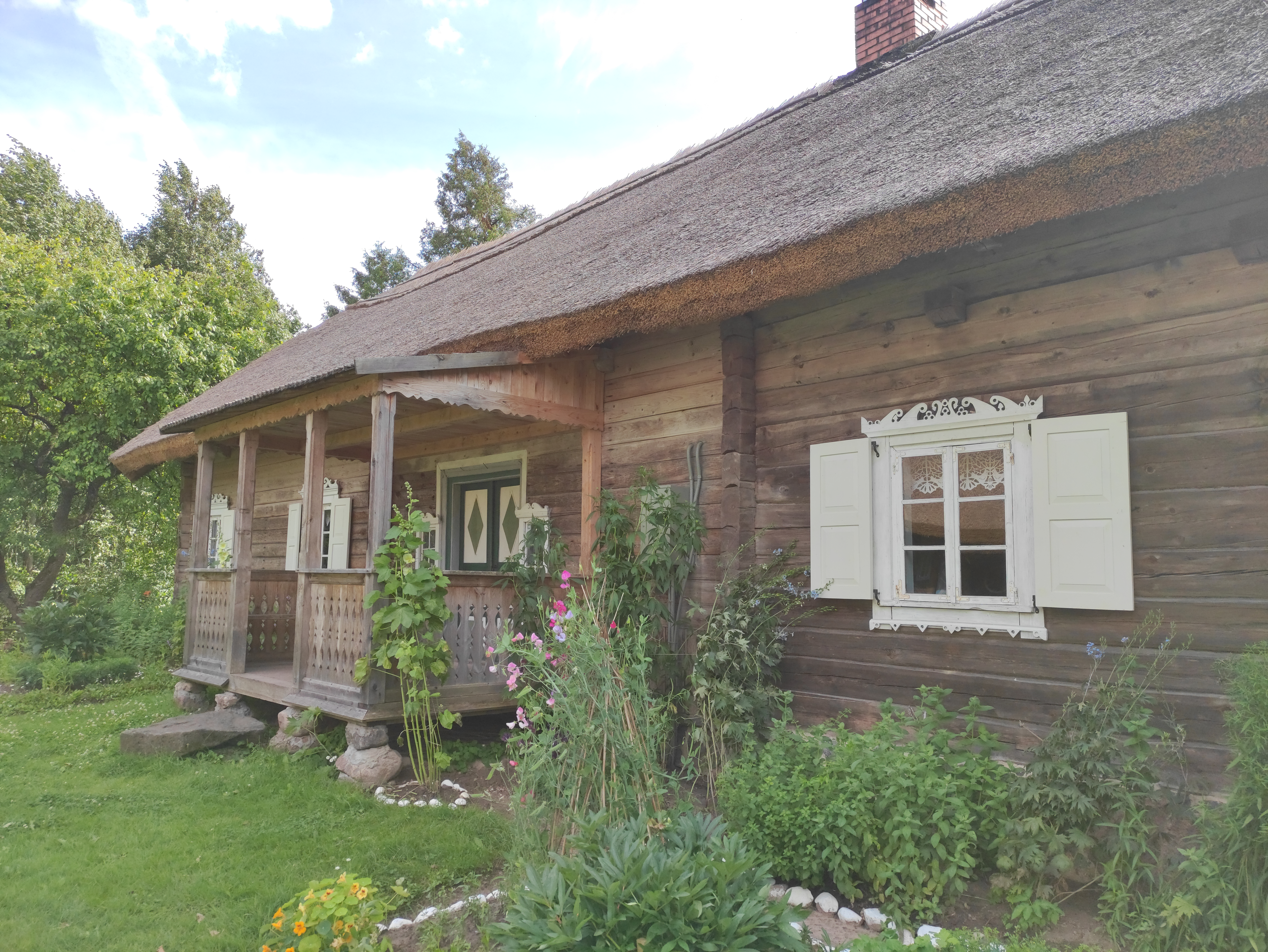